# シェーン・ロング
シェーン・パトリック・ロング（Shane Patrick Long, 1987年1月22日 - ）は、アイルランド共和国・ティペラリー県ゴートナフー出身の元サッカー選手、元アイルランド共和国代表。現役時代のポジションはフォワード。
少年時代はサッカー以外にも様々なスポーツを両立させていたが、後にサッカーに専念し、コーク・シティFCでプロキャリアを開始した。2005年から在籍したレディングFCでは一定の成功を収めており、加入1季目の2005-06シーズンはフットボールリーグ・チャンピオンシップのタイトルを獲得し、2010年には、FAカップ3回戦再試合においてリヴァプールFCを破って4回戦進出に導く活躍からクラブの年間最優秀選手賞に選出されている。2011年に移籍金600万ポンドでプレミアリーグのウェスト・ブロムウィッチ・アルビオンFCに加入し、2014年1月にハル・シティAFC、2014年8月にサウサンプトンFCへと移籍した。
アイルランド代表としては、2007年の初出場から45試合以上に出場し、UEFA EURO 2012でプレーした。

## 経歴

### 生い立ち
アイルランド共和国ティペラリー県ゴートナフーに生まれる。サッカー以外にもハーリングとゲーリックフットボール選手としても名の知られた存在で地元クラブの少年チームに所属し、ハーリングでは2003年と2004年の2年連続で18歳以下の全国大会の準決勝に勝ち進んだ経験を持っている。また、陸上競技やバスケットボールにも熱心であり、特に陸上競技では年代別のアイルランド代表選手だった。
サッカーの方では13歳で始め、ツーマイルボリスのセント・ケヴィンズ (St Kevin's) とティラペリーのセント・ミカエルズ (St Michael's) でプレーした。

### クラブ

#### コーク・シティ
2004年7月にスポーツ奨学金でパット・ドーラン (en) 監督率いるコーク・シティFCに入団する。ダミアン・リチャードソン (en) 監督が新たに就任した際の翌2005年シーズンに1軍に昇格を果たすと、3月25日にジョー・ギャンブル (en) と交代によって後半からリーグ・オブ・アイルランド初出場を飾り、5月2日のセタンタ・スポーツカップ戦でも交代によって後半から出場している。コーク・シティでは、僅かな出場だったものの、イングランドからのスカウトの目に留まり、ドーラン前監督の双子でフットボールリーグ・チャンピオンシップのレディングFCのエイモンド・ドーラン (en) コーチから切望されて、2005年6月7日に同僚のケヴィン・ドイルと共に移籍した。

#### レディング

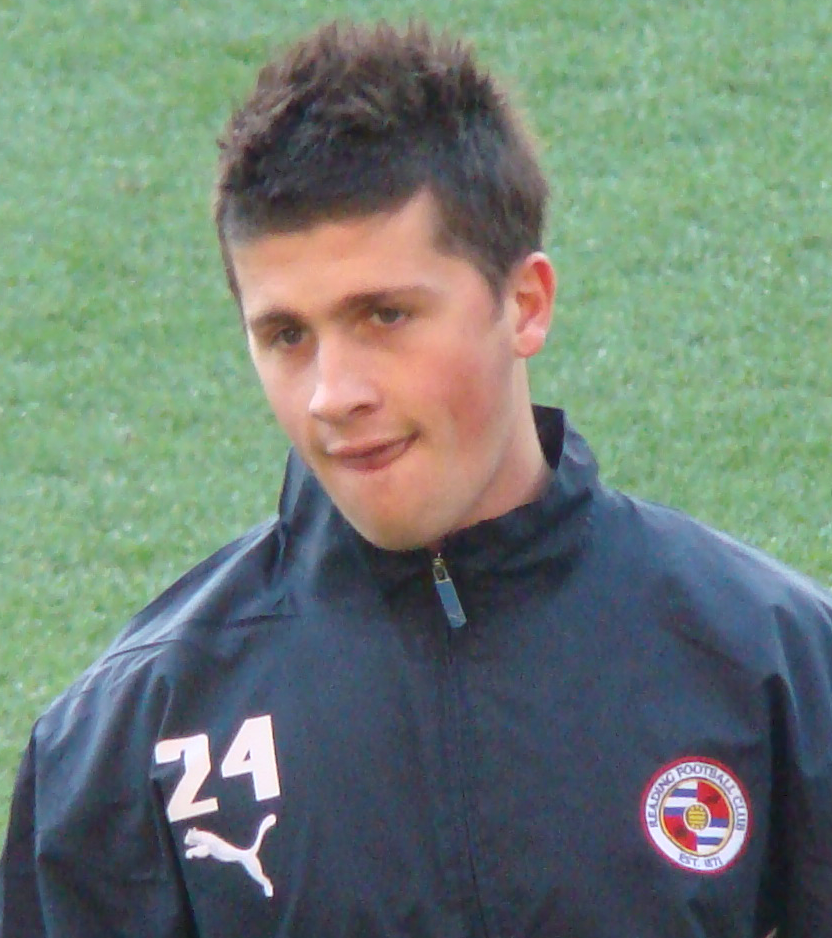
2008年、レディングFCの練習でのロング

レディングでの1季目は、リーグ戦において同胞のドイルに加えてデイヴ・キットソン、リロイ・リタの控えとしてリーグ戦に11試合で途中出場10試合3得点を記録し、その全3得点がダービー・カウンティ戦においてのものであった。また、2006年4月17日のストーク・シティFC戦において待望の初先発を飾る。FAカップでは全試合で先発出場を果たし、1得点を挙げた。プレミアリーグに昇格した2006-07シーズンは、8位と躍進するチームの中にあって昨季同様に控えが主体だったものの、2007年1月7日のシェフィールド・ユナイテッドFC戦において、プレミアリーグでの初得点を記録する等で印象を残していき、シーズン終了後の7月4日に契約を2011年までの4年延長することに漕ぎ着けた。翌2007-08シーズンの序盤戦において、リタの負傷、開幕戦のマンチェスター・ユナイテッドFC戦でキットソンがレッドカードによる3試合の出場停止となったため、先発での出場機会を得ていたが、好機を活かしきれず両名の復帰と共に再び控えに戻っており、久方ぶりに先発出場した2008年3月16日のアンフィールドでのリヴァプールFC戦ではスティーヴ・コッペル監督から交代を告げられると、その際に自身の不甲斐ない出来に苛立ちユニフォームを地面に叩きつける問題行動を起こしていた。後にクラブの公式サイト上で謝罪をし、罰金処分となった。
プレミアリーグから降格した2008-09シーズンも主に途中出場だったが、2008年12月のサウサンプトンFC戦での同点や最終節のノリッジ・シティFC戦で2得点を挙げ、最終的に9得点を記録して得点力を向上させた。シーズン終了後にドイルを始めキットソンやリタといった長年チームを支えてきたフォワード陣が去ったことで、2009-10シーズン開幕前の親善試合においてサイモン・チャーチ (en) と共にアピールをし、レギュラー候補に名乗りを上げた。しかし、実際に開幕すると昨季の好調を維持出来ず、また、2009年11月28日のダービー・カウンティ戦では後半から途中出場したにもかかわらず、フレドリック・ストールへのタックルでレッドカードによる退場処分となる苦しい時期を過ごしていたが、2010年1月13日のFAカップ3回戦再試合でのリヴァプール戦において、1点を追いかける中で試合終了間際にヨッシ・ベナユンにファールされてペナルティーキックを獲得して延長に持ち込むと、その延長戦でブリニャル・グンナルソン (en) のクロスに頭で合わせて決勝点を挙げ、番狂わせの立役者となった。すると、同試合を契機に得点を量産し、1月30日の本拠地でのバーンズリーFC戦 (1-0) で決勝点にしてリーグ戦におけるシーズン初得点、次の敵地キープモート・スタジアムでのドンカスター・ローヴァーズFC戦 (2-1) 、2月9日の本拠地でのプリマス・アーガイルFC戦 (2-1) では2得点を挙げ、3連戦で4得点とした。次のFAカップ5回戦でのウェスト・ブロムウィッチ・アルビオンFC戦において、アブドゥライエ・メイテへのタックルで、シーズン2度目のレッドカードによる退場処分となって連続得点記録は途絶えたものの、出場停止明け初戦となった3月7日のFAカップ準々決勝でのアストン・ヴィラFC戦において2得点を挙げ、次のリーグ戦でのダービー・カウンティ戦でも得点を挙げた。5月2日のマデイスキー・スタジアムでのプレストン・ノースエンドFC戦において、レディングでの通算出場数150試合目を達成した。
翌2010-11シーズンは開幕戦から先発に名を連ね、9月11日のクリスタル・パレス戦 (3-0) においてペナルティーキックを2度獲得し、その内1得点を挙げて、シーズン初得点と共にチームの初勝利に貢献。11月4日には契約を2012年までの1年延長した。その後も得点を重ねていき、12月28日のダービー・カウンティ戦、ボクシング・デーのブリストル・シティ戦と2試合連続で複数点を挙げており、2011年1月31日のバーンリーFC戦においても2得点を挙げた。1月8日のFAカップ3回戦でのウェスト・ブロムウィッチ・アルビオン戦 (1-0) では決勝点を挙げている。同シーズンのレギュラーシーズンにおけるリーグ戦は21得点を挙げ、ノリッジ・シティFCのグラント・ホルト (en) と共にワトフォードFCのダニー・グレアム (en)（24得点）に次ぐ得点ランキング2位となり、その活躍にジミー・ケベとジェム・カラチャン (en) を抑えてクラブの年間最優秀選手賞、アイルランドサッカー協会選定の年間最優秀若手選手に選出された。最終的に5位でシーズンを終了して参加した昇格プレーオフでは、5月27日の準決勝でのカーディフ・シティFC戦 (3-0) においてPKを含む2得点を挙げ、同試合の最優秀選手に選出される活躍で決勝進出に貢献したが、決勝戦でスウォンジー・シティAFCに敗れて昇格を逃した。しかし、ロング個人としては、代表での試合を含めて58試合28得点を記録する最高のシーズンを送り、ジョン・マデイスキー会長から「シェーンは世界クラスの選手であり、2000万ポンドの価値がある」と評された。

#### ウェスト・ブロムウィッチ・アルビオン

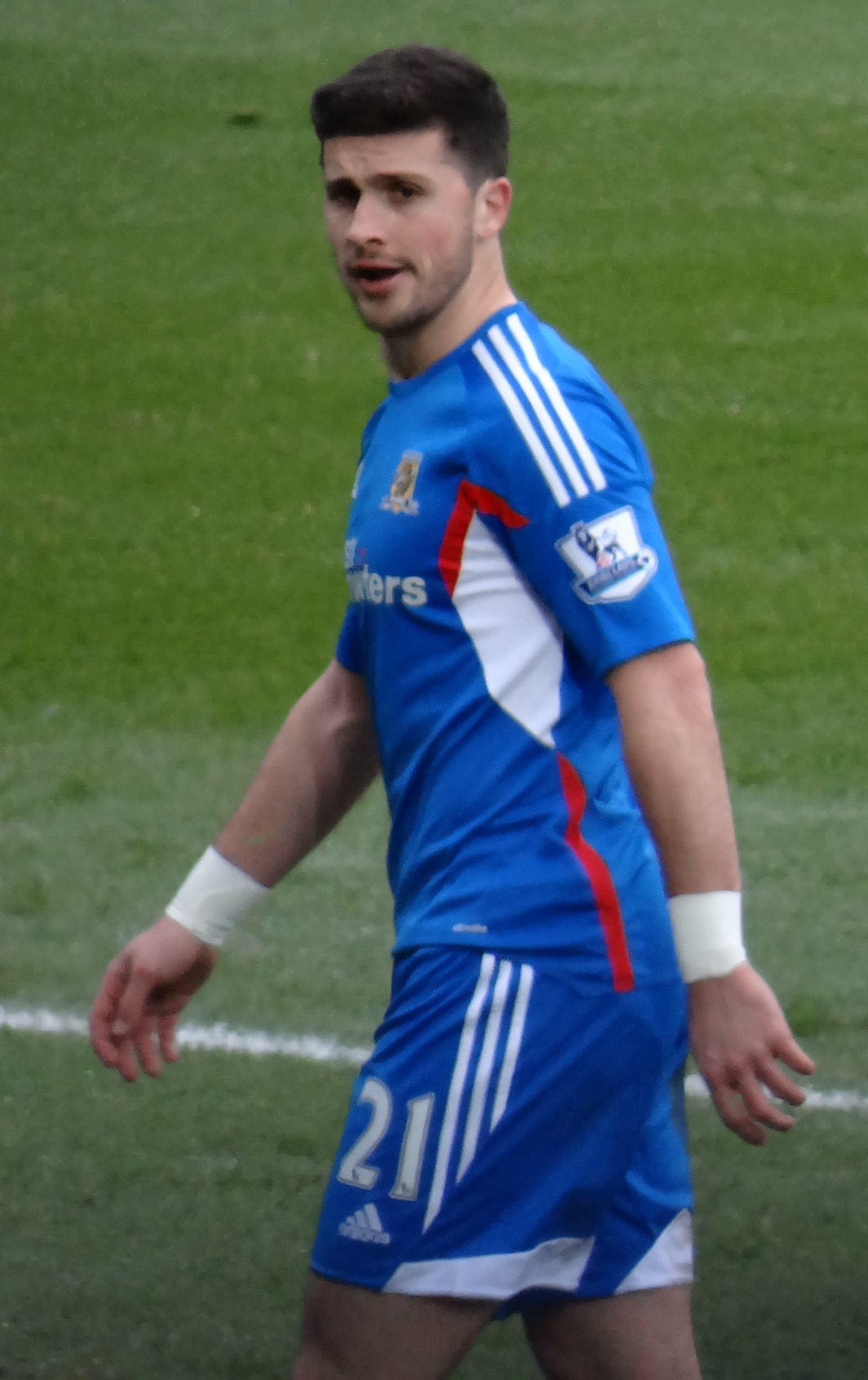
2014年2月、ハル・シティAFCでのロング

昨季のレディングでの活躍により、ウェストハム・ユナイテッドFCからオファーされる等、様々なクラブから関心を寄せられ、2011年8月9日にプレミアリーグのウェスト・ブロムウィッチ・アルビオンFCとの3年契約が発表された。移籍金は非公表ながら450万ポンドほどと推定され、出来高で最大650万ポンドまで上昇する契約が付随されており、その場合には2008年にRCDマヨルカからボルハ・バレロを獲得した際に費やされた470万ポンドを上回るクラブ史上最高額となっている。背番号9を渡され開幕を迎えたロングは、8月14日の開幕戦でのマンチェスター・ユナイテッドFC戦 (1-2) において初得点を挙げる素晴らしいスタートを切ると、続くチェルシーFC戦 (1-2) では開始4分に得点、7試合目となった10月1日のサンダーランドAFC戦で開始5分に通算3得点目を記録と定期的に得点を重ねており、更に10月16日のウルヴァーハンプトン・ワンダラーズFC戦 (2-0) においては、得点を挙げることが出来なくとも同試合の最優秀選手に選出されるといった具合に得点以外の部分でもチームに好影響を与えていた。好調の最中、次のアストン・ヴィラ戦において相手DFアラン・ハットンのタックルで膝の骨を損傷したことで6週間の離脱を余儀なくされたが、早期に回復し、11月19日のボルトン・ワンダラーズFC戦において復帰を果たすと、決勝点を挙げてチームの位置を10位にまで引き上げることに貢献した。その後、12月3日のクイーンズ・パーク・レンジャーズ戦 (1-1) 、3月25日のニューカッスル・ユナイテッドFC戦 (1-3) 、最終節のアーセナルFC戦 (2-3) において得点を挙げ、最終的にピーター・オデムウィンギーに次ぐチーム2位の8得点を記録し、チームは1980-81シーズン以来の好成績となる10位でシーズンを終えた。
翌2012-13シーズンは、開幕戦でのリヴァプール戦 (3-0) においてPKを2度獲得して勝利に貢献し、昨季同様に素晴らしいスタートを切った。なお、同試合は1度目のPKを失敗したが、2度目はオデムウィンギーがキッカーを務めて成功させている。9月1日のエヴァートンFC戦を皮切りにアストン・ヴィラ、マンチェスター・シティ、チェルシー、サンダーランドを相手に得点を挙げ、また、フットボールリーグカップ第2回戦でのヨーヴィル・タウンFC戦では2得点を挙げ、11月末の時点で7得点と好調さを見せていたが、冬の移籍市場でロメル・ルカクが加入したことに伴い度々控えに追いやられ、最終的に公式戦11得点でシーズンを終了した。
2013-14シーズン開幕前の夏の移籍市場で、ハル・シティから移籍金500万ポンドが提示され、締め切り期限寸前まで交渉していたものの、前線のオプション不足のためにスティーブ・クラーク監督によって拒否された。その一方で最終日にステファン・セセニョンとヴィクター・アニチェベが滑り込みで補強され、また、同移籍市場においてニコラ・アネルカ、モルガン・アマルフィターノ、スコット・シンクレア、マチェイ・ヴィドラと前線が刷新されたため、熾烈な定位置争いが予想されており、実際に新戦力のアネルカ、アニチェベ、ヴィドラに加え、既存のサイド・ベラヒーノ、マルクス・ローセンベリとの争いによって先発での出場機会が限定されていた。しかし、そのような状況にありながらも、先発出場した11月9日のチェルシー戦で先制点にしてシーズン初得点を挙げ、25日のアストン・ヴィラ戦においては前半11分間で2得点を挙げて同試合の最優秀選手に選出される活躍を見せた。

#### ハル・シティ
2014年1月17日、推定移籍金750万ポンド前後でハル・シティAFCとの3年半契約が発表された。28日の敵地でのクリスタル・パレスFC戦 (0-1) において初出場を飾り、2月1日の本拠地でのトッテナム・ホットスパーFC戦 (1-1) で初得点を挙げ、続くサンダーランド戦においても得点を挙げた。3月22日には、KCスタジアムで行われた前所属のウェスト・ブロムウィッチ・アルビオン戦において、ウェストブロムファンから温かく歓迎されていたにもかかわらず、開始30分にダイブをしてPKを獲得した行為から、以降ボールに触れる度にブーイングを受けることになったが、チームの追加点を挙げている。

#### サウサンプトン
2014-15シーズンのリーグ戦開幕前にUEFAヨーロッパリーグ 2014-15のFK ASトレンチーン戦に両試合出場していたが、これがハル・シティでの最後の公式戦試合となっており、2014年8月14日に推定移籍金1200万ポンドでサウサンプトンFCとの4年契約が発表された。その3日後の開幕戦でのリヴァプール戦でドゥシャン・タディッチと交代によって後半から初出場を飾った。

#### ボーンマス
2021年2月1日、AFCボーンマスにシーズン終了までのレンタル移籍で加入。

### 代表

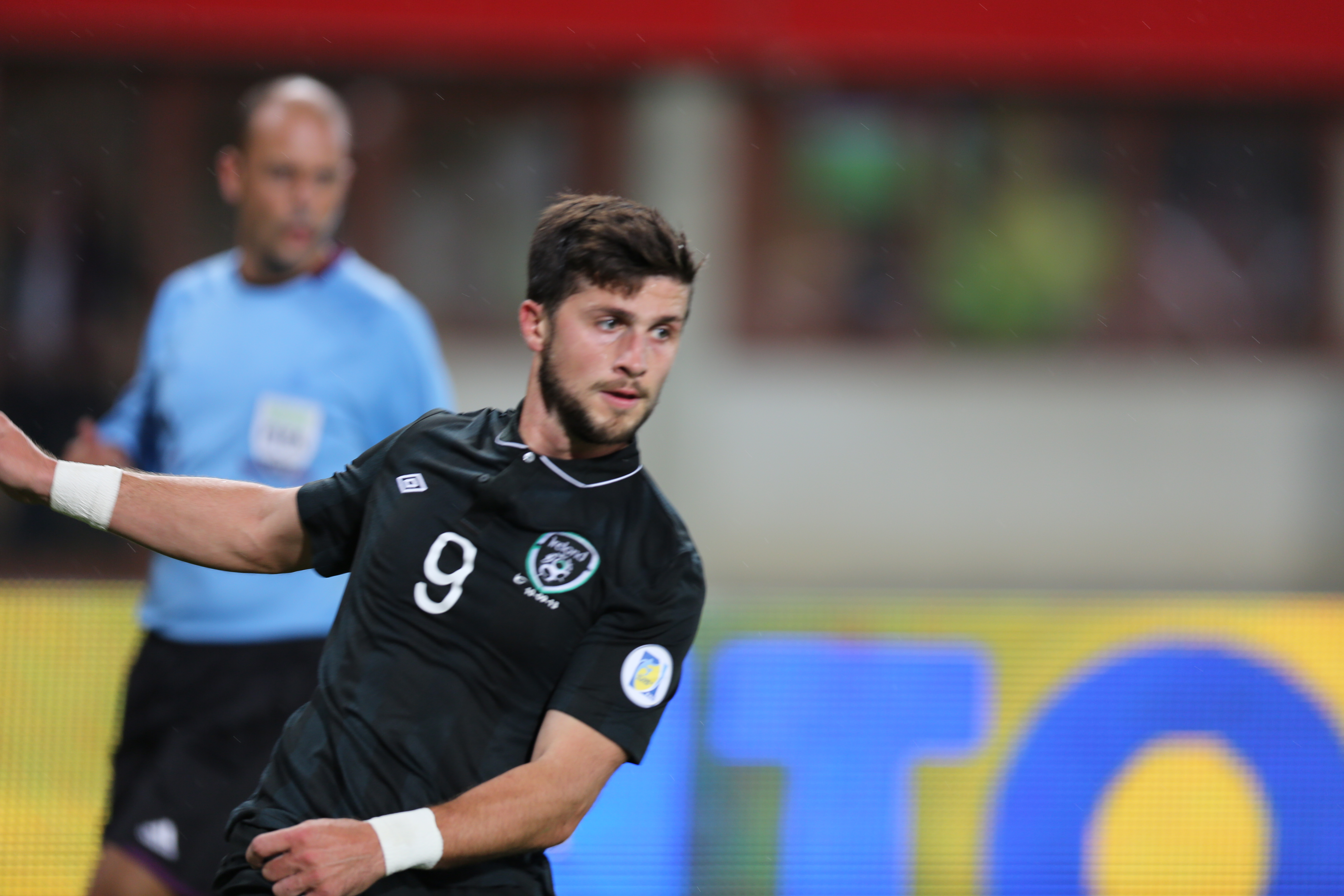
2013年9月のオーストリア戦におけるアイルランド共和国代表でのロング

U-19、U-21と各年代別代表を経て、負傷者のケヴィン・ドイルとスティーヴン・エリオット (en) の代役として、2007年2月のサンマリノ戦に向け、A代表に初招集され、7日のUEFA EURO 2008予選における同試合で初出場を飾った。3月28日のクローク・パークで行われたスロバキア戦に出場したことで、過去ハーリングの選手として2003年と2004年の18歳以下の全国大会にティペラリー県チームの一員として出場していたロングは、サッカーとハーリング両方でクローク・パークの芝を踏んだ初の選手となった。デビュー年となった2007年は、5月26日の親善試合でのボリビア戦（1-1）で初得点、8月22日のデンマーク戦で2得点を記録したほか、クラブでの活躍からフットボール・アソシエーション・オブ・アイルランドの最優秀若手選手賞にノミネートされた。
2011年3月のUEFA EURO 2012予選でのマケドニア戦で負傷したドイルと交代によって20分に途中出場すると、得点こそなかったものの、好パフォーマンスから次の親善試合でのウルグアイ戦 (2-3) において先発を任され、頭で得点を挙げた。2012年5月26日のボスニア・ヘルツェゴビナ戦 (1-0) において決勝点を記録した。その後のUEFA EURO 2012では、登録メンバーに名を連ね、グループリーグのイタリア戦、クロアチア戦に途中出場。チームはグループリーグ3戦全敗で敗退した。
2013年5月29日、ウェンブリー・スタジアムでのイングランド戦 (1-1) で頭によって代表通算9得点目を挙げる。6月2日のジョージア戦 (4-0) においては、初めて主将を務めた。

### 私生活
2013年6月に挙式。既に3歳の娘を授かっていた2人は、2014年2月に次女を授かった。

## 獲得タイトル
クラブ
レディングFC
- フットボールリーグ・チャンピオンシップ : 2005-06

個人
- FAIインターナショナル・フットボール・アワーズ（英語版）年間最優秀若手選手部門 : 2010
- FAIインターナショナル・フットボール・アワーズ（英語版）年間最優秀代表得点部門 : 2013

## 個人成績
2017年5月28日現在
| クラブ                                | シーズン | リーグ                     | リーグ | リーグ | FAカップ | FAカップ | リーグカップ | リーグカップ | 国際大会 | 国際大会 | その他 | その他 | 合計 | 合計 |
| クラブ                                | シーズン | リーグ                     | 出場   | 得点   | 出場     | 得点     | 出場         | 得点         | 出場     | 得点     | 出場   | 得点   | 出場 | 得点 |
| ------------------------------------- | -------- | -------------------------- | ------ | ------ | -------- | -------- | ------------ | ------------ | -------- | -------- | ------ | ------ | ---- | ---- |
| コーク・シティ                        | 2005     | リーグ・オブ・アイルランド | 1      | 0      | 0        | 0        | —            | —            | —        | —        | 1      | 0      | 2    | 0    |
| レディング                            | 2005-06  | チャンピオンシップ         | 11     | 3      | 4        | 1        | 0            | 0            | —        | —        | —      | —      | 15   | 4    |
| レディング                            | 2006-07  | プレミアリーグ             | 21     | 2      | 1        | 1        | 2            | 1            | —        | —        | —      | —      | 24   | 4    |
| レディング                            | 2007-08  | プレミアリーグ             | 29     | 3      | 2        | 0        | 1            | 0            | —        | —        | —      | —      | 32   | 3    |
| レディング                            | 2008-09  | チャンピオンシップ         | 37     | 9      | 1        | 0        | 3            | 0            | —        | —        | 2      | 0      | 43   | 9    |
| レディング                            | 2009-10  | チャンピオンシップ         | 31     | 6      | 5        | 3        | 0            | 0            | —        | —        | —      | —      | 36   | 9    |
| レディング                            | 2010-11  | チャンピオンシップ         | 44     | 21     | 4        | 2        | 1            | 0            | —        | —        | 3      | 2      | 52   | 25   |
| レディング                            | 2011-12  | チャンピオンシップ         | 1      | 0      | 0        | 0        | 0            | 0            | —        | —        | —      | —      | 1    | 0    |
| レディング                            | 合計     | 合計                       | 174    | 44     | 17       | 7        | 7            | 1            | —        | —        | 5      | 2      | 203  | 54   |
| ウェスト・ブロムウィッチ ・アルビオン | 2011-12  | プレミアリーグ             | 32     | 8      | 1        | 0        | 0            | 0            | —        | —        | —      | —      | 33   | 8    |
| ウェスト・ブロムウィッチ ・アルビオン | 2012-13  | プレミアリーグ             | 34     | 8      | 1        | 1        | 2            | 2            | —        | —        | —      | —      | 37   | 11   |
| ウェスト・ブロムウィッチ ・アルビオン | 2013-14  | プレミアリーグ             | 15     | 3      | 1        | 0        | 1            | 0            | —        | —        | —      | —      | 17   | 3    |
| ウェスト・ブロムウィッチ ・アルビオン | 合計     | 合計                       | 81     | 19     | 3        | 1        | 3            | 2            | —        | —        | —      | —      | 87   | 22   |
| ハル・シティ                          | 2013-14  | プレミアリーグ             | 15     | 4      | 0        | 0        | 0            | 0            | —        | —        | —      | —      | 15   | 4    |
| ハル・シティ                          | 2014-15  | プレミアリーグ             | 0      | 0      | 0        | 0        | 0            | 0            | 2        | 0        | —      | —      | 2    | 0    |
| ハル・シティ                          | 合計     | 合計                       | 15     | 4      | 0        | 0        | 0            | 0            | 2        | 0        | —      | —      | 17   | 4    |
| サウサンプトン                        | 2014-15  | プレミアリーグ             | 32     | 5      | 3        | 1        | 4            | 1            | —        | —        | —      | —      | 39   | 7    |
| サウサンプトン                        | 2015-16  | プレミアリーグ             | 28     | 10     | 1        | 0        | 2            | 2            | 3        | 1        | —      | —      | 34   | 13   |
| サウサンプトン                        | 2016-17  | プレミアリーグ             | 29     | 3      | 3        | 1        | 5            | 1            | 5        | 0        | —      | —      | 42   | 5    |
| サウサンプトン                        | 合計     | 合計                       | 89     | 18     | 7        | 2        | 11           | 4            | 8        | 1        | —      | —      | 115  | 25   |
| 通算                                  | 通算     | 通算                       | 360    | 85     | 27       | 10       | 21           | 7            | 10       | 1        | 6      | 2      | 424  | 105  |